# Medmassa frenata
Medmassa frenata är en spindelart som först beskrevs av Simon 1877.  Medmassa frenata ingår i släktet Medmassa och familjen flinkspindlar.
Artens utbredningsområde är Filippinerna. Inga underarter finns listade i Catalogue of Life.